# N.E.C. in het seizoen 1955/56
Het seizoen 1955/1956 was het tweede jaar in het bestaan van de Nijmeegse betaaldvoetbalclub N.E.C.. De club kwam uit in de Eerste klasse A en eindigde daarin op de zesde plaats, dit betekende dat de club in het nieuwe seizoen uitkwam in de Tweede divisie.

## Wedstrijdstatistieken

### Eerste klasse A
|       | AGOVV | DWS   | Enschedese Boys | Go Ahead | Heerenveen | PEC   | RBC   | RCH   | De Valk | Veendam | Velocitas | VSV   | Xerxes |
| ----- | ----- | ----- | --------------- | -------- | ---------- | ----- | ----- | ----- | ------- | ------- | --------- | ----- | ------ |
| Thuis | 0 – 4 | 1 – 0 | 5 – 0           | 1 – 1    | 7 – 3      | 5 – 2 | 2 – 1 | 0 – 0 | 1 – 5   | 2 – 4   | 5 – 0     | 1 – 1 | 1 – 0  |
| Uit   | 2 – 3 | 2 – 0 | 1 – 2           | 3 – 4    | 2 – 1      | 1 – 0 | 4 – 1 | 2 – 0 | 0 – 1   | 2 – 2   | 2 – 2     | 4 – 2 | 0 – 1  |

## Statistieken N.E.C. 1955/1956

### Eindstand N.E.C. in de Nederlandse Eerste klasse A 1955 / 1956
| Stand | Gespeeld | Gewonnen | Gelijk | Verloren | Punten | Doelpunten voor | Doelpunten tegen |
| ----- | -------- | -------- | ------ | -------- | ------ | --------------- | ---------------- |
| 6e    | 26       | 12       | 5      | 9        | 29     | 50              | 46               |

### Topscorers
| Competitie \| # \| Naam \| \| \| ------ \| ---------------------- \| -- \| \| 1. \| Karel Driessen \| 17 \| \| 2. \| Jeu Sijbers \| 9 \| \| 2. \| Teun Willemse \| 9 \| \| 4. \| Rein Bosch \| 7 \| \| 5. \| Teun van Ringelenstein \| 3 \| \| 6. \| Pierre van Rhee \| 2 \| \| 6. \| Joop Ruiter \| 2 \| \| 8. \| Henk Roos \| 1 \| \| Totaal \| Totaal \| 50 \| |                        |      |
| # | Naam                   | Goal |
| 1. | Karel Driessen         | 17   |
| 2. | Jeu Sijbers            | 9    |
| 2. | Teun Willemse          | 9    |
| 4. | Rein Bosch             | 7    |
| 5. | Teun van Ringelenstein | 3    |
| 6. | Pierre van Rhee        | 2    |
| 6. | Joop Ruiter            | 2    |
| 8. | Henk Roos              | 1    |
| Totaal | Totaal                 | 50   |